# Avia BH-17
Avia BH-17 byl stíhací dvouplošník vzniklý v Československu v roce 1924. Jednalo se o další vývoj z prototypů BH-6 a BH-8, jehož sériovou variantou BH-17 byl. Provozní zkoušky v roce 1924 ukázaly výkon dost dobrý na to, aby Československé letectvo objednalo 24 exemplářů. Ve skutečné službě se však typ ukázal jako nespolehlivý a od operačních útvarů byl brzy stažen. Přepracováním konstrukce vznikl úspěšnější nástupce Avia BH-21.

## Specifikace

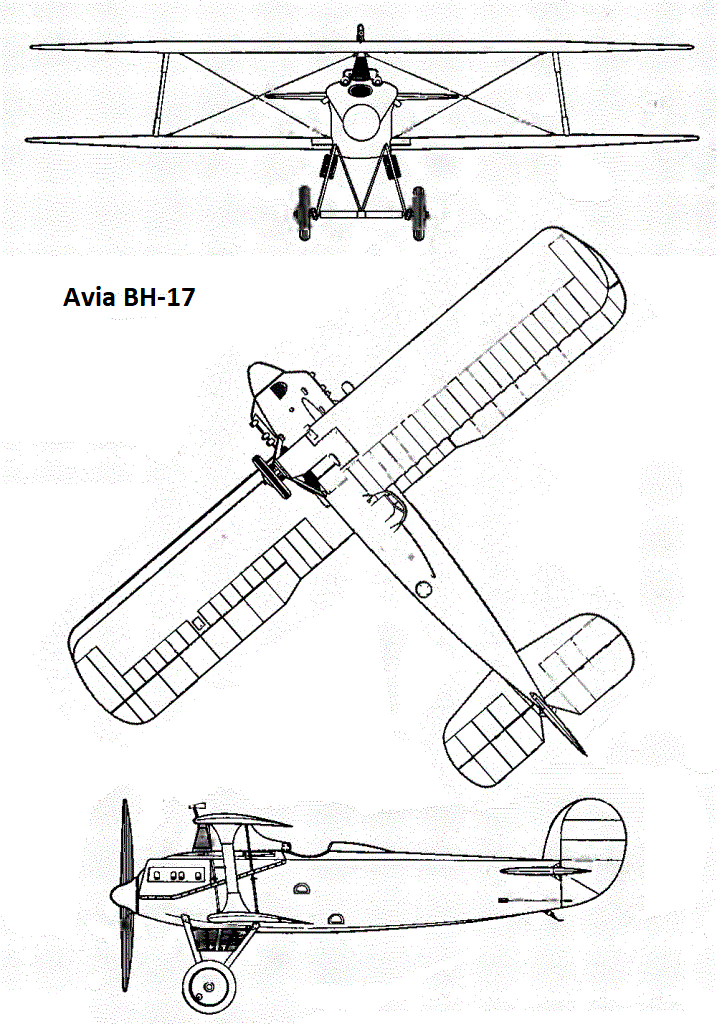
Třípohledový nákres

Údaje dle

### Technické údaje
- Osádka: 1
- Délka: 6,86 m
- Výška:
- Rozpětí: 8,86 m
- Nosná plocha: 21,30 m²
- Hmotnost prázdného stroje: 762 kg
- Vzletová hmotnost: 1 072 kg
- Pohonná jednotka: 1 × osmiválcový vidlicový motor Škoda HS 8Fb
- Výkon pohonné jednotky: 220 kW (300 hp)

### Výkony
- Maximální rychlost: 235 km/h
- Cestovní rychlost: 206 km/h
- Přistávací rychlost:
- Výstup do 5000 m: 14 min
- Dolet: 500 km
- Dostup: 8 000 m

### Výzbroj
- 2 × synchronizovaný kulomet Vickers vz. 09 ráže 7,7 mm se zásobou 300 nábojů na hlaveň[2]